# Калюжный, Иван Демьянович
Иван Демьянович Калюжный (9 октября 1930 — 22 мая 2017) — Заслуженный лётчик-испытатель СССР (16.08.1974), полковник (1971).

## Биография
Родился 9 октября 1930 года в селе Вязовое ныне Ахтырского района Сумской области (Украина). В 1951 году окончил Харьковскую спецшколу ВВС.
В армии с августа 1951 года. В 1955 году окончил Фрунзенское ВАУЛ. Служил в строевых частях ВВС (Прибалтийский ВО).
С марта 1960 по июль 1971 года — лётчик-испытатель военной приёмки Новосибирского авиазавода. Испытывал серийные Су-9 (1960—1962), Су-11 (1962), Як-28П (1962—1967), Су-15 (1966—1971), Су-15УТ (1969—1971), Су-15Т (1970—1971) и их модификации.
С июля 1971 по март 1978 — лётчик-испытатель Горьковского авиазавода. Испытывал серийные МиГ-21, МиГ-25 и их модификации.
С марта 1978 по декабрь 1985 — лётчик-испытатель военной приёмки Смоленского авиазавода.
 Испытывал серийные Як-18Т (1978—1982), Як-42 (1978—1982). Провёл ресурсные испытания Як-18Т (1982—1985).
С мая 1986 — в запасе. Жил в Киеве. Умер 22 мая 2017 года.
Награждён медалями.